# Schweizer Leichtathletik-Hallenmeisterschaften 2012
Die Schweizer Leichtathletik-Hallenmeisterschaften 2012 (auch: SM Halle Aktive) (französisch Championnats suisses d’athlétisme en salle 2012) sowie die Schweizer Hallenmeisterschaft im Mehrkampf fanden am 18. und 19. Februar 2012 im Athletik Zentrum in St. Gallen statt.

## Frauen

### 60 m
| Platz | Athletin         | Zeit (s) |
| ----- | ---------------- | -------- |
| 1     | Giorgia Candiani | 7,65     |
| 1     | Michelle Cueni   | 7,65     |
| 3     | Sarah Atcho      | 7,70     |

### 200 m
| Platz | Athletin           | Zeit (s) |
| ----- | ------------------ | -------- |
| 1     | Marisa Lavanchy    | 24,48    |
| 2     | Joelle Curti       | 24,85    |
| 3     | Aurélie Dupasquier | 25,25    |

### 400 m
| Platz | Athletin          | Zeit (s) |
| ----- | ----------------- | -------- |
| 1     | Jessica Martins   | 55,19    |
| 2     | Simone Werner     | 56,17    |
| 3     | Delphine Balliger | 57,52    |

### 800 m
| Platz | Athletin        | Zeit (min) |
| ----- | --------------- | ---------- |
| 1     | Selina Büchel   | 2:07,61    |
| 2     | Monika Vogel    | 2:08,55    |
| 3     | Valérie Lehmann | 2:12,57    |

### 3000 m
| Platz | Athletin        | Zeit (min) |
| ----- | --------------- | ---------- |
| 1     | Valérie Lehmann | 9:50,55    |
| 2     | Joëlle Flück    | 9:53,79    |
| 3     | Tamara Winkler  | 9:55,34    |

### 60 m Hürden (84,0)
| Platz | Athletin            | Zeit (s) |
| ----- | ------------------- | -------- |
| 1     | Marlen Affentranger | 8,25     |
| 2     | Linda Züblin        | 8,51     |
| 3     | Petra Fontanive     | 8,64     |

### Hochsprung
| Platz | Athletin          | Höhe (m) |
| ----- | ----------------- | -------- |
| 1     | Beatrice Lundmark | 1,83     |
| 2     | Giovanna Demo     | 1,80     |
| 3     | Sarah Walter      | 1,71     |

### Stabhochsprung
| Platz | Athletin       | Höhe (m) |
| ----- | -------------- | -------- |
| 1     | Nicole Büchler | 4,52     |
| 2     | Jasmine Moser  | 3,90     |
| 3     | Mélissa Page   | 3,80     |

### Weitsprung
| Platz | Athletin          | Weite (m) |
| ----- | ----------------- | --------- |
| 1     | Barbara Leuthard  | 5,96      |
| 2     | Gabi Kutscherauer | 5,90      |
| 3     | Stéphanie Vaucher | 5,78      |

### Dreisprung
| Platz | Athletin          | Weite (m) |
| ----- | ----------------- | --------- |
| 1     | Barbara Leuthard  | 12,94     |
| 2     | Stéphanie Vaucher | 12,64     |
| 3     | Alexandra Liechti | 12,55     |

### Kugel (4,00 kg)
| Platz | Athletin      | Weite (m) |
| ----- | ------------- | --------- |
| 1     | Regula Ryf    | 14,01     |
| 2     | Jasmin Lukas  | 13,24     |
| 3     | Angelina Haas | 12,70     |

### Fünfkampf
| Platz | Athletin                | Punkte |
| ----- | ----------------------- | ------ |
| 1     | Ellen Sprunger          | 4322   |
| 2     | Léa Sprunger            | 4047   |
| 3     | Annemarie Grossenbacher | 3351   |

## Männer

### 60 m
| Platz | Athlet              | Zeit (s) |
| ----- | ------------------- | -------- |
| 1     | Reto Amaru Schenkel | 6,73     |
| 2     | Steven Gugerli      | 6,75     |
| 3     | Andreas Baumann     | 6,87     |

### 200 m
| Platz | Athlet         | Zeit (s) |
| ----- | -------------- | -------- |
| 1     | Pascal Müller  | 21,63    |
| 2     | Aron Beyene    | 21,66    |
| 3     | Steven Gugerli | 22,02    |

### 400 m
| Platz | Athlet             | Zeit (s) |
| ----- | ------------------ | -------- |
| 1     | Andreas Aschwanden | 50,04    |
| 2     | Michael Pfanner    | 50,08    |
| 3     | Christian Bättig   | 50,44    |

### 800 m
| Platz | Athlet           | Zeit (min) |
| ----- | ---------------- | ---------- |
| 1     | Jan Hochstrasser | 1:54,14    |
| 2     | Astrit Kryeziu   | 1:54,29    |
| 3     | Diego Menzi      | 1:54,66    |

### 1500 m
| Platz | Athlet        | Zeit (min) |
| ----- | ------------- | ---------- |
| 1     | Mirco Zwahlen | 3:55,73    |
| 2     | Philipp Bandi | 3:56,25    |
| 3     | Erwein Inglin | 4:04,25    |

### 3000 m
| Platz | Athlet           | Zeit (min) |
| ----- | ---------------- | ---------- |
| 1     | Julien Lyon      | 8:27,33    |
| 2     | Michel Brügger   | 8:31,96    |
| 3     | Jérôme Schaffner | 8:32,67    |

### 60 m Hürden (106,7)
| Platz | Athlet          | Zeit (s) |
| ----- | --------------- | -------- |
| 1     | Andreas Kundert | 7,84     |
| 2     | Tobias Furer    | 7,88     |
| 3     | Michael Page    | 8,01     |

### Hochsprung
| Platz | Athlet         | Höhe (m) |
| ----- | -------------- | -------- |
| 1     | Roman Sieber   | 2,06     |
| 2     | Vivien Streit  | 2,03     |
| 3     | Andreas Graber | 2,03     |

### Stabhochsprung
| Platz | Athlet         | Höhe (m) |
| ----- | -------------- | -------- |
| 1     | Mitch Greeley  | 5,30     |
| 2     | Patrick Schütz | 5,00     |
| 3     | Reto Fahrni    | 4,70     |

### Weitsprung
| Platz | Athlet          | Weite (m) |
| ----- | --------------- | --------- |
| 1     | Julien Fivaz    | 7,60      |
| 2     | Grégory Bianchi | 7,51      |
| 3     | Yves Zellweger  | 7,30      |

### Dreisprung
| Platz | Athlet            | Weite (m) |
| ----- | ----------------- | --------- |
| 1     | Alexander Hochuli | 16,09     |
| 2     | Andreas Graber    | 15,51     |
| 3     | Robert Clarke     | 15,28     |

### Kugel (7,26 kg)
| Platz | Athlet         | Weite (m) |
| ----- | -------------- | --------- |
| 1     | Yannis Croci   | 16,35     |
| 2     | Lukas Jost     | 15,57     |
| 3     | Michel Edzimbi | 15,06     |

### Siebenkampf
| Platz | Athlet         | Punkte |
| ----- | -------------- | ------ |
| 1     | Mihail Dudaš   | 5873   |
| 2     | Jonas Fringeli | 5671   |
| 3     | Igor Sarcevic  | 5491   |